# Sciurini
Los esciurinos (Sciurini) son una tribu de roedores esciuromorfos de la subfamilia Sciurinae. A pesar de existir casos de especies arborícolas en otras tribus y subfamilias de ardillas, las ardillas de esta tribu, y especialmente las del género Sciurus son llamadas ardillas arborícolas. Son parientes cercanos de las ardillas voladoras (tribu Pteromyini).
Pertenecen a esta tribu la mayoría de las especies de ardillas con la cola tupida que puedan ser encontradas en Norteamérica, Sudamérica, Europa, y las zonas templadas de Asia. Usualmente pasan poco tiempo en el suelo, prefiriendo vivir en las copas de los bosques.

## Clasificación
- Tribu Sciurini
  - Género Microsciurus
    - Microsciurus alfari - Ardilla pigmea de Alfaro
    - Microsciurus mimulus - Ardilla del Pacífico
    - Microsciurus flaviventer - Ardilla del Amazonas
    - Microsciurus santanderensis - Ardilla de Santander

  - Género Rheithrosciurus
  - Género Sciurus
    - Subgénero Tenes
      - Sciurus anomalus - Ardilla persa

    - Subgénero Sciurus
      - Sciurus vulgaris - Ardilla roja
      - Sciurus meridionalis - Ardilla roja del sur de Italia
      - Sciurus lis - Ardilla japonesa
      - Sciurus carolinensis - Ardilla de las Carolinas
      - Sciurus aureogaster - Ardilla gris mexicana
      - Sciurus colliaei - Ardilla gris del Pacífico
      - Sciurus yucatanensis - Ardilla de Yucatán
      - Sciurus variegatoides - Ardilla centroamericana
      - Sciurus deppei - Ardilla de Deppe
      - Sciurus niger - Ardilla zorro
      - Sciurus oculatus - Ardilla de Peters
      - Sciurus alleni - Ardilla de Allens
      - Sciurus nayaritensis - Ardilla nayarita
      - Sciurus arizonensis - Ardilla gris de Arizona

    - Subgénero Hesperosciurus
      - Sciurus griseus - Ardilla gris del oeste

    - Subgénero Otosciurus
      - Sciurus aberti - Ardilla de Abert

    - Subgénero Guerlinguetus
      - Sciurus granatensis - Ardilla colorada
      - Sciurus richmondi -
      - Sciurus aestuans - Ardilla de Vaupés
      - Sciurus gilvigularis -
      - Sciurus ignitus - Ardilla colorada o Nuecero
      - Sciurus pucheranii - Ardilla de los Andes
      - Sciurus stramineus - Ardilla de nuca blanca
      - Sciurus sanborni - Ardilla de sanborn
      - Sciurus argentinius -

    - Subgénero Hadrosciurus
      - Sciurus flammifer - Ardilla fiera
      - Sciurus pyrrhinus - Ardilla roja de Junin

    - Subgénero Urosciurus
      - Sciurus igniventris - Ardilla colorada del Amazonas
      - Sciurus spadiceus - Ardilla de Meta

  - Género Syntheosciurus - Ardilla pigmea montañosa
  - Género Tamiasciurus
    - Tamiasciurus douglasii - Ardilla de Douglas
    - Tamiasciurus hudsonicus - Ardilla roja americana